# حزب اليمين (الولايات المتحدة)
حزب اليمين (بالإنجليزية: Whig Party)‏ هو حزب سياسي أمريكي قديم تم حله عام 1860، كان الحزب نشطًا في منتصف القرن ال19 في الولايات المتحدة الأمريكية. وكان هناك أربعة رؤساء للولايات المتحدة أعضاء الحزب اليميني، تم تشكيل الحزب في المعارضة لسياسات الرئيس أندرو جاكسون وحزبه الديمقراطي. على وجه الخصوص، اليمينيون دعموا سيادة الكونغرس حول رئاسة الجمهورية ويفضل برنامج التحديث والحمائية الاقتصادية. وقد تم اختيار هذا الاسم أن أراد اليمينيون الأميركية في 1776، الذين قاتلوا من أجل الاستقلال، ولأن «اليميني» كان آنذاك تسمية معترف بها على نطاق واسع في الاختيار بالنسبة للأشخاص الذين تحديدها على أنها معارضة الطغيان.

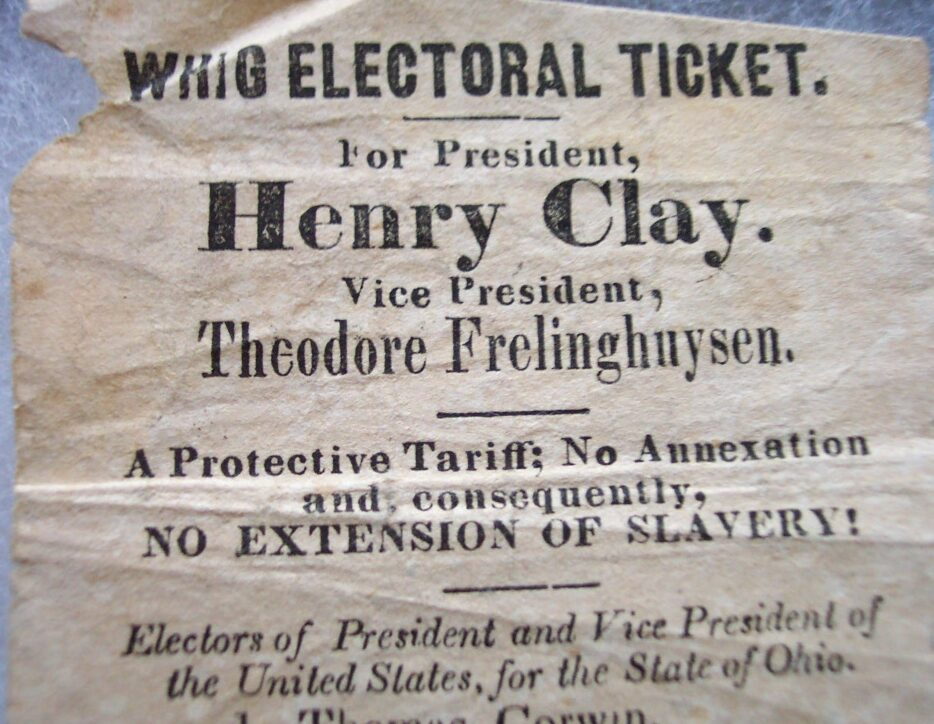
تذكرة إعلان للحزب اليميني عام 1844

نشأ الحزب أيضا كنوع من الاندماج بين الحزب المعادي للماسونية وحزب الجمهوريين الوطنيين، وأتمت بالشعبية الكبيرة حيث قام الحزب اليميني بترشيح بعض الشخصيات السياسية البارزة مثل: دانيال وبستر وزعيمهم البارز، هنري كلاي من كنتاكي. رشح حزب اليميني أيضا لجنرالات بطل حرب الرئيس وليام هنري هاريسون، زاكاري تايلور، وينفيلد سكوت في عام 1840، 1848 و 1852 على التوالي.
في خلال أكثر من 20 عامًا لهذا الحزب كان الحزب اليميني اثنين من مرشحيه، وليام هنري هاريسون وزاكاري تايلور رؤساء للولايات المتحدة وكل منهما مات في منصبه. نجح جون تايلر إلى الرئاسة بعد وفاة هاريسون، ولكن تم طرده من الحزب، لاحقاً، وكان ميلارد فيلمور، الذي أصبح رئيسا بعد وفاة تايلور.
تم حل الحزب في نهاية المطاف مع بروز مشكلة العبودية في أمريكا. حيث حدثت شقوق عميقة في الحزب بشأن هذه المسألة، منعت حركة المناهضة للعبودية ترشيح الرئيس فيلمور في الانتخابات الرئاسية عام 1852. بدلا منه رشح الحزب وينفيلد سكوت. معظم قادة الحزب اليميني انسحبوا في نهاية المطاف السياسة (كما فعل ابراهام لنكولن مؤقتا) أو تغييرها الطرفين. قاعدة الناخبين شمال انضم معظمهم من الحزب الجمهوري الجديد. قبل الانتخابات الرئاسية عام 1856، ولكن الأيدولوجية اليمينية استمرت لعقود ولعب دورا رئيسيا في تشكيل سياسات التحديث من حكومات الولايات خلال إعادة الإعمار.

## اقرأ أيضاً
- الحزب الجمهوري
- الحزب الديمقراطي